# الأيدي الناعمة (فلم)
الأيدي الناعمة هو فيلم مصري عُرض عام 1963، بطولة أحمد مظهر وصلاح ذو الفقار وصباح ومريم فخر الدين وليلى طاهر، الفيلم مبني على كتاب توفيق الحكيم تحت ذات العنوان ومن إخراج محمود ذو الفقار. يتحدث الفيلم عن أحد الأمراء العاطلين بالوراثة بعد قيام الثورة ثم يصطدم بامرأة تغير له حياته كلها.

## قصة الفيلم
تدور أحداث الفيلم عن نزع أملاك أحد الأثرياء بعد ثورة 23 يوليو عام 1952، ويفلس ولا يبقى له سوى قصره. يتعرّف بشاب حاصل على درجة الدكتوارة ولكنه عاطل، يقترح الدكتور على الأمير أن يستغل القصر بتأجيره مفروشًا. للأمير ابنتان ينكر وجودهما لأن الابنة الكبرى قد تزوجت من مهندس بسيط والابنة الصغرى تبيع لوحاتها التي ترسمها. يتفق معهم الدكتور أن يؤجر زوج الابنة ـ الذي لم يره الأمير من قبل مع أخته الأرملة وأبيها ـ القصر، وتزول قطيعته مع ابنتيه ويعمل مرشدًا سياحيًّا ويتزوج من الأرملة وأيضًا يتزوج الدكتور من الابنة الصغرى.

## طاقم التمثيل
- أحمد مظهر: (البرنس شوكت حلمي)
- صلاح ذو الفقار: (الدكتور حمودة)
- صباح: (كريمة عبد السلام)
- مريم فخر الدين: (البرنسيسة جيهان شوكت حلمي)
- ليلى طاهر: (البرنسيسة ميرفت شوكت حلمي)
- أحمد خميس: (سالم عبد السلام)
- وداد حمدي: (ظاظا - زوجة تاجر المواشي)
- كامل أنور: (لولو - تاجر المواشي)
- حسين عسر: (الحاج عبد السلام)
- أحمد لوكسر: (النبيل عماد)
- عبد الغني النجدي: (سفرجي)
- حسين إسماعيل: (زغلول - سفرجي)
- محمد إدريس: (عثمان - سفرجي)
- أنور مدكور: (مدير شركة السينما)
- عبد المحسن سليم: (موظف في شركة السينما)
- إدمون تويما: (صاحب شركة الإسطوانات)
- عباس الدالي: (بائع البسبوسة)
- مطاوع عويس: (بائع الخضار)
- طوسون معتمد: (بائع الفراخ)
- صالح الإسكندراني: (بائع الذرة المشوية)
- عبد الحميد بدوي: (أحد الديانة)
- محمد مرجان
- رشاد إبراهيم

## فريق العمل
- إخراج: محمود ذو الفقار
- قصة: توفيق الحكيم
- سيناريو وحوار: يوسف جوهر
- مدير التصوير: وديد سري
- مونتاج: فكري رستم
- موسيقى تصويرية: علي إسماعيل
- إنتاج: الشركة العامة للإنتاج السينمائي العربي
- توزيع: الشرق لتوزيع الأفلام

## أهمية الفيلم
هذا الفيلم هو من بين ثلاثة أفلام مصرية أنتجت عام 1963 تمثل بداية الإنتاج الحكومي للأفلام المصرية. أما الفيلمان الآخران فهما القاهرة في الليل، ومنتهى الفرح.
الفيلم أيضاً هو من بين ثلاثة أفلام مصرية اختارها نقاد سينمائيون لتكون ضمن أفضل مئة فيلم مصري (1996)، وأفضل مئة فيلم كوميدي مصري (2022)، أفضل مئة فيلم غنائي مصري (2023). أما الفيلمان الآخران هما غزل البنات، والزوجة ١٣.

## مكان القصر
تم تصوير القصر في متحف محمد محمود خليل وحرمه 

## روابط خارجية
- الأيدي الناعمة على موقع IMDb (الإنجليزية)
- الأيدي الناعمة على موقع الدهليز
- الأيدي الناعمة على موقع قاعدة بيانات الأفلام العربية
- الأيدي الناعمة على موقع أول موفي (الإنجليزية)
- الأيدي الناعمة على موقع فيلمافينيتي (الإسبانية)
- الأيدي الناعمة على موقع قاعدة بيانات الفيلم (الإنجليزية)
- الأيدي الناعمة على موقع ليتربوكسد (الإنجليزية)
- الأيدي الناعمة على موقع كينوبويسك (الروسية)